# La Casaque verte
Pour plus de détails, voir Fiche technique et Distribution.
La Casaque verte (The Whip) est un film muet américain réalisé par Maurice Tourneur, sorti en 1917.

## Synopsis
Le bookmaker Joe Kelly est en affaires avec le Baron Sartoris et sa maîtresse, Mme D'Aquila, tous les deux hôtes du Juge Beverley. Kelly a des vues sur la fille de Beverley, Diana, qui est aimée de Herbert Brancaster. Pour nuire à son rival, Kelly contrefait un chèque de Brancaster et se sert du Baron pour convaincre le juge Beverley que Brancaster est un vaurien. Harry Anson, un jockey au service des Beverley, découvre que « The Whip », un cheval incontrôlable mais rapide, est devenu docile et pourrait donc gagner la prochaine course à handicap à Saratoga. Brancaster apprend ce secret et parie à 20 contre un sur The Whip. Pendant ce temps, Sartoris, qui a compromis Myrtle, la sœur de Harry, menace de rendre son déshonneur public si Harry ne laisse pas tomber la course. Myrtle refuse, Sartoris cherche à faire en sorte que le van dans lequel est transporté le cheval ait un accident. Brancaster l'apprend et arrive à temps pour sauver The Whip. Kelly et Sartoris sont découverts, Brancaster gagne son pari en même temps que le respect des Beverley.

## Fiche technique
- Titre original : The Whip
- Titre français : La Casaque verte
- Réalisation : Maurice Tourneur
- Scénario : Charles Everard Whittaker, d'après la pièce The Whip de Cecil Raleigh et Henry Hamilton
- Direction artistique : Ben Carré
- Photographie : John van den Broek, Arthur Lyle Todd, Lucien Andriot
- Société de production : Paragon Films
- Pays de production :  États-Unis
- Langue originale : anglais
- Format : noir et blanc — 35 mm — 1,37:1 — Muet
- Genre : Mélodrame (cinéma)
- Durée : 48 minutes
- Date de sortie :
  - États-Unis : 25 mars 1917

## Distribution
- Alma Hanlon : Diana Beverley
- June Elvidge : Mme D'Aquila

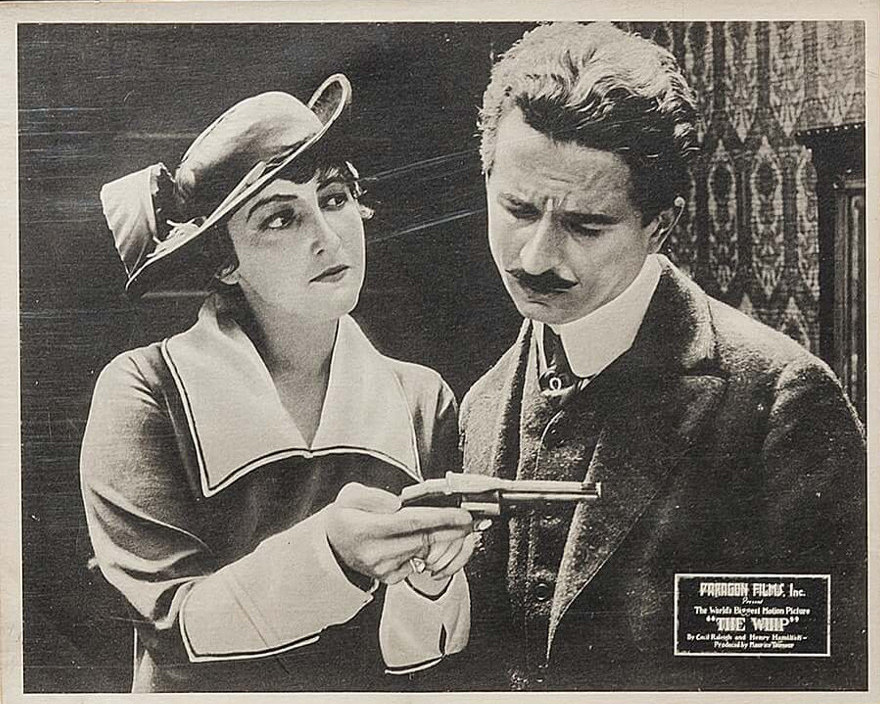
Carte promotionnelle du film The Whip.

- Irving Cummings : Herbert Brancaster
- Warren Cook : Juge Beverley
- Paul McAllister : Baron Sartoris
- Alfred Hemming : Joe Kelly
- Dion Titheradge : Harry Anson
- Jean Dumar : Myrtle Anson